# Winthemia aureonigra
Winthemia aureonigra är en tvåvingeart som beskrevs av Thompson 1963. Winthemia aureonigra ingår i släktet Winthemia och familjen parasitflugor. Inga underarter finns listade i Catalogue of Life.